# Puya rusbyi
Puya rusbyi är en gräsväxtart som först beskrevs av John Gilbert Baker, och fick sitt nu gällande namn av Carl Christian Mez. Puya rusbyi ingår i släktet Puya och familjen Bromeliaceae. Inga underarter finns listade i Catalogue of Life.